# Suniops dentatus
Suniops dentatus es una especie de coleóptero de la familia Attelabidae.

## Distribución geográfica
Habita en Filipinas.